# 赫尔多
赫尔多，是西班牙瓦伦西亚自治区卡斯特利翁省的一个市镇。总面积1平方公里，总人口703人（2001年），人口密度703人/平方公里。